# 비셔스
《비셔스》(영어: Vicious)는 2013년 4월 29일부터 2016년 12월 16일까지 ITV에서 방영된 영국의 텔레비전 시트콤이다.

## 출연진
- 이언 매켈런
- 데릭 재커비
- 프랜시스 데라투어
- 이완 레온
- 마샤 워런
- 필립 보스